# Миколай Іскрівський
Святий Миколай Іскрівський (* близько 1885 — † 2 жовтня 1919, Іскрівка, Петрівський район, Кіровоградська область) — православний святий з України, протоієрей, священномученик зі села Іскрівка, Петрівського району, Кіровоградської області. Прославлений в лику новомученика. 

## Біографічні дані
Справжнє прізвище протоієрея невідоме — після вбивства о. Миколая його дружина двічі змінювала прізвище, син змінив його ще раз, повернувшись з концтабору, щоби захистити своїх дітей. В Іскрівці його знали просто як отець Миколай. Він був достатньо багатою людиною (мав свою землю, «носив хрест з чистого золота», користувався золотою чашею та Євангелієм в золотій оправі), його дружину звали Анна (була репресована і померла в таборах), сина – Дмитро. 
Був живою, веселою людиною, люблячим батьком та чоловіком. Закінчив Духовну Академію в Санкт-Петербурзі. Був дияконом Ісаакіївського собору в Санкт-Петербурзі. За волею свого наставника праведного Йоана Кронштадтського та царя-страстотерпця Миколи II приїхав до українського села Іскрівка, щоби будувати там церкву, служити Богу та лікувати людей. Церкву було збудовано і отець Миколай тривалий час проводив там своє пастирське служіння. Церква, в котрій служив отець Миколай, пов'язана з останнім російським імператором. Зокрема, цар допоміг у будівництві храму. З його особистих коштів оплачували закупи цегли, перевіз матеріалів і роботу будівельників.
За свідоцтвами очевидців, багато людей вважали отця Миколая святим і при житті — до Іскрівки приїздили з усіх кінців Російської імперії з надією зцілитися чи почути пророцтво. Про дар протоієрея бачити майбутнє до цих пір ходять легенди, найвідоміша з котрих та, що священик знав, коли його вб'ють, називав точну дату і підкреслював, що ховати його будуть тричі.

## Мученицька кончина та поховання
2 жовтня 1919 року о. Миколая було по-звірячому вбито більшовиками. В цей день він відслужив Божественну літургію, відправив жінку зі сином у Кривий Ріг, відпустив усіх церковних службовців і піднявся на дзвіницю. Вдень на село налетів озброєний загін "революціонерів". Отця Миколая стягнули з дзвіниці, після побоїв і знущань вивели на сільське кладовище і розстріляли. За словами теперішнього настоятеля Іскріської церкви о. Василія, було створено спеціальний загін, у який входило близько 50 осіб — набирали туди місцевих. Їх завданням було вбивати священників — так більшовики боролися за серця селян. О. Миколай був дев'ятим і не останнім кого убив цей загін. Вбивство о. Миколая довгий час не давало спокою усім в загоні — як засвідчено, коли о. Миколай помирав, коні ставали на коліна. Його тіло було вкинене до ями. Люди, що йшли з поля закидували його гілками та землею — забирати труп боялися. Через 3 дні двоє прихожан — чоловік і жінка — вночі все-таки поховали священника, закопавши без гробу. У 1920 році, коли при владі тимчасова була УНР, отця Миколая урочисто перепоховали. Свідки твердили, що коли зі землі було підняте тіло розлилося благоухання і саме тіло виявилося нетлінним. І до 2001 року його мощі знаходилися в могилі у церковному дворі. Хрест над могилою і капличка над нею збереглися — навіть коли в приміщенні церкви був склад зерна, чіпати могилу о. Миколая ніхто не наважувався.

## Канонізація і прославлення
17 липня 2001 року Священний Синод Російської Православної Церкви під головуванням Патріарха Московського і Всія Русі Алексія II постановив славити протоієрея Миколая в лику святого. 
17 вересня 2001 року відбулося віднайдення і перенесення чесних мощів отця Миколая — вони були розміщені у місцевому храмі Іскрівки, для поклоніння вірних.
На кордоні Кіровоградської та Дніпропетровської областей, в селі Іскрівка Петрівського району зберігається унікальна святиня — мощі Святого Миколая Іскрівського. В Іскрівській церкві, при мощах святого було багато випадків зцілень, спочатку їх фіксували, згодом перестали. При церкві є теж цілюще джерело (коло якого, за життя, у теплі часи, Святий Миколай щоденно проводив служіння), за водою котрого приїздить багато православних паломників. Воду з джерела брали на дослідження, в ході яких виявили те, що в ній велика кількість хімічних сполук, які добре впливають на здоров’я людей. 